# Енциклопедија
Енциклопедија (старогрчки: εγκυκλοπαιδεία, модерни грчки: εγκυκλοπαίδεια) је појам који потиче од Хипије из Елиса (5. век п. н. е.) и који означава свеобухватно образовање. Данас се под појмом енциклопедије подразумева структуирано, по могућности опширно описивање људскога знања у форми прилагођеној свакодневној употреби. Енциклопедија је референтно дело или компендијум који пружа преглед информација било из свих грана знања или из специфичног поља или дисциплине. Данас постоје опште и стручне енциклопедије. Опште енциклопедије обрађују сва научна подручја док стручне обрађују само једну област, али много опширније. Наука о енциклопедијама назива се енциклопедистика и користи енциклопедијску теорију.
Енциклопедије се деле у чланке или уносе који су обично алфабетно уређени по називима чланака и понекад по тематским категоријама. Енциклопедијски уноси су углавном дужи и детаљнији од оних у већини речника. Генерално говорећи, за разлику од речника који је усредсређен на лингвистичке информације о речима, као што су значење, изговор, употреба, и граматичке форме, енциклопедијски чланци имају фокус на чињеничним информацијама везаним за предмент из наслова чланка.
Енциклопедије су постојале око 2.000 година и у знатној мери су еволуирале од времена свог настанка у погледу језика (писане су у главним међународним или говорним језицима), величини (неколико или велики број томова), сврха (презентација глобалног или ограниченог опсега знања), културна перцепција (ауторитативна, идеолошка, дидактичка, утилитариста), ауторство (квалификације, стил), читалаштво (образовни ниво, залеђина, интереси, способности), и доступне технологије за њихову продукцију и дистрибуцију (рукописи, мале или велике штампе, интернетска продукција). Као вредан извор поузданих информација које су саставили стручњаци, штампане верзије су пронашле истакнуто место у библиотекама, школама и другим образовним институцијама.
Појава дигиталних и отворених извора у 20. веку знатно је проширила приступачност, ауторство, читаност и разноврсност уноса енциклопедија и довела у питање идеју о томе шта је енциклопедија и релевантност примене на такве динамичке продукције традиционалних критеријума за састављање и вредновање штампаних енциклопедија.

## Етимологија
Заиста, сврха енциклопедије је да прикупи знање распрострто широм света; да представи свој општи систем људима са којима живимо и да проследи знање онима који ће доћи после нас, тако да рад претходних векова не постане бескористан за векове који долазе; и тако ће наше потомство постајући боље упућено, истовремено постати испуњеније врлинама и срећније, и ми нећемо преминути без пружања услуга људској раси у годинама које долазе.

Дидро
Реч енциклопедија потиче од Којнско грчког израза грч. ἐγκύκλιος παιδεία, чија транслитерација је enkyklios paideia, са значењем „опште образовање“ од enkyklios (ἐγκύκλιος), што значи „кружно, понављајуће, редовно потребно, опште“ и paideia (παιδεία), са значењем „образовање, одгајање детета“. Овај израз је редукован до једне речи услед грешке при копирању из латинског манускрипта. Заједно, ова фраза се буквално преводи као „потпуна инструкција“ или „потпуно знање“.
Преписивачи латинских рукописа су узели ову фразу као да јединствену грчку реч, enkyklopaidia, са истим значењем, и ова лажна грчка реч је постала новолатинска реч encyclopaedia, коју су затим преузели други језици. Иако идеја о компендијуму знања датира уназад хиљадама година, термин је први пут употребио у наслову књиге 1517. године Јоханес Авентинус: Encyclopedia orbisque doctrinarum, hoc est omnium artium, scientiarum, ipsius philosophiae index ac divisio, као и 1538. Јоахимус Фортиус Рингелбергиус у Lucubrationes vel potius absolutissima kyklopaideia.
Реч енциклопедија је кориштена као именица у наслову књиге енциклопедисте Скалића у његовој Encyclopaedia seu orbis disciplinarum tam sacrarum quam prophanarum epistemon (Encикlopediја, или знање света светих и световних струка, Базел, 1559). Једну од најстаријих вернакуларних употреба је забележио Франсоа Рабле у свом раду Pantagruel из 1532. године. Неколико енциклопедија има имена која обухватају суфикс -педија, e.g., Банглапедија (о стварима релевантним за Бангладеш).
У данашњем енглеском језику ова реч се најчешће пише као encyclopedia, мада се encyclopaedia (од encyclopædia) такође користи у Британији.

## Разграничавање појма
Енциклопедија не мора да буде у облику приручника. Енциклопедије могу да буду у различитим организационим формама. Почев са алегоријом преко курикулума, космогоније, декалога, катеизма па све до систематске или алфабетске диспозиције. Њена специфична особина, за разлику од других књижевних врста, је универзалност. Посебна форма енциклопедије су алфабетски сортирани приручници као што су лексикони и речници који не представљају целокупно и опширно знање у једној струци. Посебно приручници са ограниченим стручним обимом се чешће означавају као стручни лексикони или стручни речници. Лексикони се проучавају уз помоћ лексиконске теорије у науци лексикографији. Понекад се и речници означавају као лексикони. Речник је списак појединачних лексиконских јединица са објашњењима (на пример, појединачних речи једнога језика). Осим енциклопедије и речника постоје још и речници појмова. Они истражују употребу речи из идеолошке и/или социјално историјске перспективе и представљају много захтевнији облик него стручни речници.
Типични примери тог облика су „Речник историјских основних појмова“ и „историјски речници филозофије“.
Самокритично истраживање саме енциклопедије или конкретних аспеката енциклопедије се означава као енциклопедијска критика. Појам енциклопедија настаје почетком 16. века од француске речи encyclopédie која од латинске речи encyclopaedia а та опет од старогрчких ријечи εγκύκλιος и παιδεία, које су погрешно од речи egkýklios (округло, заокружено) и речи paideía (наука, образовање) спојене у egkyklopaideia (основно знање свих наука и уметности).

## Историја
Појам ἐγκύκλιος παιδεία (egkýklios paideía) у значењу „систематско и опште образовање“ вероватно потиче од Хипије из Елиса, софисте из 5. века п. н. е. Иако антика није познавала појам енциклопедије у модерном смислу, уз истицање важности античких лексикографа и глосографа као претходника, Аристотелова и дела Теофраста се сигурно могу посматрати као сума целокупног знања сређеног по одређеним системима. У античкој Грчкој термин је означавао систем образовања, започет већ у софиста, који је касније одређен као Седам слободних вештина (лат. Septem artes libérales), подељен на Trivium (граматика, дијалектика, реторика) и Quadrivium (аритметика, геометрија, астрономија и музика). Ову поделу начинили су римски реторичари и граматичари. Прво латинско енциклопедијско дело написао је Катон Старији (сачувани делови), а Варонове Disciplinae (Науке) проширују Quadrivium медицином и архитектуром.
Марцијан Капела из Картагине (V век) саставио је енциклопедијски роман у прози и стиху, који се јавља и под насловом Satyricon, као и Свадба Меркура и Филологије (De nuptiis Mercurii et Philologiae). То је дело у 9 томова, по својој нарави алегоријско и митологијско, али и енциклопедијско.
Исидор Севиљски (570–636) био је севиљски бискуп, који је оставио недовршено дело Књига етимологија (Liber ethimologiarum), која је посмртно подељена и објављена у 20 књига. То не представља типичан језикословни приручник, него суму свеукупног античког знања с различитих подручја. Ту се налазе фармација и медицина, али и 7 слободних умећа, те право, црква, језик, људи, животиње, елементи, метали, ратне вештине, пољопривреда, повртарство, јела и пића.
Рабан Мавр (780–856) био је Изидоров следбеник, који се у свом главном делу О свету (De Universo, у 22 књиге) служио својим претходником избацујући многе античке јединице, а додајући многе светописамске савете. Он је био цењен због својих заслуга у ширењу знања међу источним Францима. Стекао је назив Praeceptor Germaniae. Његово главно енциклопедијско дело познато је још и под три друга наслова: О пореклу ствари (De origine rerum), О свеопштој нарави (De universali natura) и О нарави ствари (De natura rerum).
Венсанс де Бове (1190–1264) сматра се састављачем најпознатије средњовековне енциклопедије. Главно дело се зове Веће огледало – Speculum maius (Библиотека света – Bibliotheca mundi), те је по структури троделно: Наравно огледало (Speculum naturale), Огледало наука (Speculum doctrinale) и Историјско огледало (Speculum historiale). У њему је систематски обрађена природна наука, говорништво, право и историја, те се сматра највећим енциклопедичким приручником XIII века, уз четврти додатни део Морално огледало (Speculum morale).
Италијански писац и Дантеов учитељ Брунето Латини (1220–1294) убраја се међу најистакнутије енциклопедичке писце по својем делу на старофранцуском језику, писаном у Француској, Књига ризнице или Ризница (Li Livres dou Trésor) у 3 дела. У том делу се обрађују, поред библијских тема, и историја, етика, астрономија и земљопис.
Бартоломеј Англикус (1230–50) саставио је енциклопедију О својствима ствари (De proprietatibus rerum). То дело је било преведено на енглески 1398, док се латински превод појавио 1470. До 1500. године то дело је доживело десетак издања, због необичности у избору предмета, јер се бавило и нарави анђела, као и својствима алкохолних напитака.
Грегор Рејш, католички теолог и филозоф, објавио је 1503. у Фрибургу, енциклопедијско дело (Филозофски бисер – Margarita philosophica), које се бави тривијем и квадривијем, као и пореклом природних појава.
Рафаел Мафеј је написао у Риму енциклопедију XXXVIII књига бележака о градским стварима (''Commentariorum rerum urbanorum libri XXXVIII, 1506.), која има фокус на нововековним географским открићима и систематској обради животописа истакнутих појединаца.
Јохан Хејнрих Алстед (1588–1638), немачки теолог и филозоф, написао је енциклопедијско дело Енциклопедија у седам томова (лат. Encyclopaedia septem tomis distincta, 1630).
Осамнаести век је назван златним раздобљем европске енциклопедике. Најзначајнија издања тог времена су: Чејмберсова Енциклопедија и Зедлеров Лексикон. Ефрајм Чејмберс је објавио и посветио енглеском краљу енциклопедијско дело у два тома 1728. под насловом Циклопедија или општи речник уметности и наука који садржи објашњења назива и опис ствари које се њима означавају у неколико уметности, како слободних тако техничких, и неколико наука, како људских тако и божанских. Чејмберс је истицао како његово дело није производ једног ума, него је производ свеобухватног људскога знања.
Јохан Хејнрих Зедлер (1706–1760), књижар из Леипзига, објавио је Велики свеобухватни општи лексикон свих наука и уметности које јесу до сада људски ум и умешност изумели и побољшали који је изишао је у 64 томова у раздобљу 1732–50. На том је делу суделовао већи број уредника и сурадника. У њему су обухваћене хуманистичке, природне и примењене науке као и биографије истакнутих појединаца.
Чејмберсово дело (Ciklopedija) послужило је као основа за најпознатију европску енциклопедију, Француску енциклопедију, која је парадигма модерне енциклопедије. То дело је производ заједничкога рада већег броја енциклопедијских писаца, који су у историји и остали под именом енциклопедисти (како се називају петорица најпознатијих: Русо, Волтер, Дидро, д'Аламбер и Хелвецијус). Француска енциклопедија је издата под називом Енциклопедија или разумски речник наука, уметности и обрта, дело уружења учењака (фр. Encyclopédie ou Dictionnaire raisonné des sciences, des arts et des métiers, par une société de gens de lettres). Зачетник и водитељ Француске енциклопедије био је Дени Дидро. Та енциклопедија је излазила у Паризу од 1751. до 1772. у 17 фолио-томова и 11 томова с бакрорезима. Уредници су били Дени Дидро и Жан ле Рон д'Аламбер који су укључили у пројект Француске енциклопедије француске научнике, филозофе и књижевнике. Пројект је почео с двадесетак сарадника, али је на крају био нарастао до педесет писаца различитих чланака. Била су обухваћена подручја духовних наука (филозофије, теологије, књижевности и језика), али и теоријских и примењених наука (математике, физике и економије) те историја, политика и музика. Посебност Француске енциклопедије била је и саставна обрада подручја рада, обрта, умећа, технике и изума, уз описе природних закона и научних метода. Француска енциклопедија није имала за циљ само информације о свим подручјима знања и искуства него и критички осврт на тадашња политичка збивања. Прилози у енциклопедији били су разноврсни по нивоу и тачности односно неки су били више фељтонски и полемични, па самим тим и недовољно енциклопедијски.
Прво издање британске енциклопедије (Британска енциклопедија или Речник уметности и наука – енгл. The Encyclopaedia Britannica or Dictionary of Arts and Sciences) издано је 1771. Поједина подручја налазе у систему одвојених расправа, а обрађују се у абецедном поретку, повезана с одговарајућим наукама. Подручја која су била истакнута су ботаника, која добија све више простора, као и географија, фармакологија и медицина, те хемија и минералогија. Најистакнутији уредници у XIX веку били су Арчибалд Констабл, Џејмс Мил, Рикардо, Малтус, Хејзлит и Волтер Скот. У XX веку енциклопедија је наставила своју традицију систематског повећања теоријских, природних и примењених наука, те заната и умећа, уз све више биографских уноса из историје и политике. У XVIII веку почињу се јављати и приручници у облику Conversations-Lexicona. Низ таквих издања почиње делом Разговорни лексикон с нагласком на савременом добу у 6 томова у Лајпцигу (1796–1808). То дело је започео Г. Р. Лебел, али га је 1808. купио Ф. А. Брокхаус, под чијим је именом тај тип енциклопедије постао светски познат.

## Поређење значајнијих енциклопедија
| Име                            | Наслов                              | Медијум          | Број чланака | Речи         | Илустрација | Видео | Аудио         | Линкови     | Језик       |
| ------------------------------ | ----------------------------------- | ---------------- | ------------ | ------------ | ----------- | ----- | ------------- | ----------- | ----------- |
| Британика                      |                                     | 32 књиге         | >65.000      | >44 милиона  | >24.000     | нема  | нема          | ?           | енглески    |
| Британика                      |                                     | Интернет         | >120.000     | >55 милиона  | ?           | ?     | ?             | ?           | енглески    |
|                                | 20. издање 1996. до 1999            | 24 књиге         | >260.000     | ?            | >35.000     | нема  | нема          | ?           | немачки     |
|                                | 21. издање 2005. до 2006            | 30 књига         | >300.000     | 33 милиона   | >40.000     | нема  | нема          | ?           | немачки     |
|                                | дигитално издање                    | USB и 2 DVD      | >300.000     | 33 милиона   | >40.000     | 300   | 3000/ 70 сати | >22.000     | немачки     |
|                                | 2004                                | 90 књига + 1 DVD | >900.000     | >200 милиона | >100.000    | ?     | ?             | ?           | шпански?    |
|                                | 2003                                | 4 ЦД или 1 DVD   | >150.000     | >25 милиона  | 10.500 (*)  | (*)   | (*)           | 2.300       | француски?  |
| Microsoft Encarta              | 2006                                | 4 ЦД или 1 DVD   | >63.000      | >40 милиона  | >24.000     | >300  | >2.800        | 6.000       | вишејезичка |
|                                |                                     | 26 књига + ЦД    | >150.000     | ?            | >5.000      | нема  | нема          | ?           | немачки     |
|                                | (1890—2000)                         | 86 књига и 1 ЦД  | ?            | ?            | ?           | нема  | нема          | нема        | немачки     |
| Википедија на српском језику   | Википедија - слободна енциклопедија | Интернет         | >650.000     | >160 милиона | >35 хиљада  | 2     | 174           | 100.000     | српски      |
| Википедија на енглеском језику | Википедија - слободна енциклопедија | Интернет         | >3.400.000   | >600 милиона | <1.000.000  | ?     | ?             | 2,8 милиона | енглески    |

(*) укључујући аудио и видео

## Типологија енциклопедија и лексикона
Енциклопедијске форме:
- Генералне или универзалне енциклопедије
- Специјалне енциклопедије
- Националне и културне енциклопедије

Специјалне форме:
- Антиенциклопедије

Међуформе:
- Конверзацијски лексикони и реалне енциклопедије

Лексиконске форме:
- Стручни и предметни лексикони
- Кућни лексикони

## Нове форме енциклопедије
У прошлости су под појмом енциклопедије спадале на папиру штампане скупине објашњења и тумачења о многим предметима људског знања који су од уважених ауторитета и познаваоца тих истих писани. Данас је то другачије. Модерне енциклопедије се много брже ажурирају. Стара као и нова сазнања су одмах свакоме доступна (нпр. преко Интернета). Нове енциклопедије не робују традицији. Класичне штампане енциклопедије су углавном писане да би се остварио материјални добитак док нове више теже ширењу знања. Проналазак нових медија (DVD и ЦД) довео је до једноставније и јефтиније могућности да се енциклопедије производе и публицирају.
До велике сензације дошло је 2002. године када је енглеска Енциклопедија Британика изјавила да је неће више штампати на хартији већ ће се издавати само у електронском облику. Од овог плана се касније одустало.

## Сродне науке
Наука која проучава енциклопедијске приручнике назива се енциклопедистика. Она се пре свега бави историјским проучавањем енциклопедија. Лексикографија се више бави писањем речника него писањем енциклопедијских лексикона. Друге сродне науке су културне науке, медијске науке и научнотеоретске науке.